# Gerald S. Hawkins
Gerald Stanley Hawkins (Great Yarmouth, 1928. – 2003.), britansko-američki astronom iz polja arheoastronomije
Studirao je fiziku i matematiku na University of Nottingham. Godine 1952. doktorirao je na temi iz radio astronomije pod mentorstvom Sir Bernarda Lovella na University of Manchester.

## Vanjske poveznice
- Earth Misteries: Gerald Hawkins  Arhivirana inačica izvorne stranice od 9. siječnja 2006. (Wayback Machine)